# Perfect Dark (jogo eletrônico de 2010)
Perfect Dark é um jogo de tiro em primeira pessoa de 2010 desenvolvido pela 4J Studios e publicado pela Microsoft Game Studios para o Xbox 360 por meio do serviço de download do Xbox Live Arcade. O jogo é uma remasterização do Perfect Dark original, que foi lançado para o Nintendo 64 em 2000. Embora a jogabilidade permaneça praticamente inalterada, a remasterização apresenta melhorias técnicas significativas em relação ao original, incluindo novas texturas de alta resolução e modelos de personagens, uma taxa de quadros mais alta e um modo multijogador que suporta o serviço online Xbox Live. A história do jogo segue Joanna Dark, uma agente da organização Carrington Institute, enquanto ela tenta impedir uma conspiração da empresa rival dataDyne.
Perfect Dark foi desenvolvido ao longo de quase um ano e seu motor de jogo foi totalmente reescrito do zero para oferecer suporte a vários recursos do Xbox 360. Portanto, embora o jogo seja exatamente igual ao original, o código e o renderizador são diferentes. O jogo recebeu críticas geralmente favoráveis. Alguns críticos consideraram o jogo relativamente inalterado para ser desatualizado, mas a maioria concordou que o título era um renascimento sólido de um clássico. No final de 2011, o jogo vendeu cerca de 410.000 unidades. Em 2015, o jogo foi incluído na compilação de jogo eletrônico Rare Replay para Xbox One.

## Jogabilidade
Perfect Dark é uma versão remasterizada do jogo eletrônico de tiro em primeira pessoa de 2000 com o mesmo nome, que foi desenvolvido pela Rare e lançado para o Nintendo 64 como um sucessor espiritual do sucesso de 1997, GoldenEye 007. O jogo apresenta um modo para um jogador consistindo de 17 níveis nos quais o jogador assume o papel da agente do Carrington Institute Joanna Dark enquanto ela tenta impedir uma conspiração da empresa rival dataDyne. Também apresenta uma gama de opções multijogador, incluindo um modo cooperativo e um "Simulador de Combate", onde vários jogadores podem competir entre si em configurações tradicionais de deathmatch. As partidas do Simulador de Combate podem ser altamente personalizadas e podem incluir bots. Um modo "Contra-operativo", onde um jogador controla a protagonista enquanto o outro controla os inimigos ao longo de um nível do modo um jogador único, tentando impedir o primeiro jogador de completar os objetivos, também está incluído no jogo.
A remasterização muda pouco em relação à jogabilidade principal do jogo original, mas oferece várias melhorias no departamento multijogador. Na remasterização, qualquer um dos modos multijogador pode ser jogado em tela dividida ou por meio do serviço online Xbox Live. Um sistema de tabela de classificação online também foi adicionado, e os jogadores podem ganhar conquistas e coroas no jogo ao realizar certas tarefas. Embora as partidas do Simulador de Combate ainda sejam limitadas a 12 entidades, a remasterização pode incluir oito jogadores online simultaneamente, uma melhoria em relação ao limite original de quatro jogadores e oito bots. Os jogadores também podem jogar contra mais de oito bots, desde que haja slots suficientes disponíveis em uma partida. Por exemplo, um único jogador pode jogar contra 11 bots; tal recurso não era possível no jogo original. Todo o conteúdo multijogador na remasterização é desbloqueado desde o início, e as armas do GoldenEye 007, que originalmente estavam disponíveis apenas no modo um jogador, agora estão disponíveis no multijogador. A remasterização também inclui duas novas configurações de controle, intituladas "Spartan" e "Duty Calls", que são baseadas nas franquias de tiro em primeira pessoa Halo e Call of Duty, respectivamente.

## Desenvolvimento
Perfect Dark foi desenvolvido pela 4J Studios, o mesmo estúdio que desenvolveu anteriormente as versões Xbox Live Arcade dos jogos de plataforma Banjo-Kazooie e Banjo-Tooie da Rare. De acordo com o diretor criativo do Microsoft Game Studios, Ken Lobb, a equipe de desenvolvimento "pegou o código original, portou-o para o Xbox 360 e incluiu uma profunda integração [ao Xbox Live]". O jogo foi desenvolvido ao longo de aproximadamente 11 meses após a criação de um protótipo funcional. Como a funcionalidade do Xbox Live teve que ser escrita do zero, os desenvolvedores optaram por reescrever completamente o motor de jogo ao invés de fazer um porte por emulação. Como resultado, embora o jogo seja exatamente igual, o código e o renderizador são diferentes. O jogo roda a 1080p e 60 quadros por segundo.
Enquanto a geometria do nível original foi mantida, os níveis receberam novas texturas, personagens e armas foram recriados, e skyboxes foram reconstruídas. Lobb explicou que "as coisas são grandes e em bloco porque é assim que [Perfect Dark] se parece", o que significa que as texturas mais nítidas e a resolução mais alta simplesmente tornam o jogo mais claro. Ele também observou que, à medida que os modelos de personagens e armas eram remodelados de sua contagem original de baixo polígono para polígonos na casa dos milhares, ele estava preocupado com o fato de eles parecerem estranhos no nível de design de geometria de baixo polígono. Segundo ele, "é uma das áreas que dou muito crédito a desenvolvedora. Parece certo. Eles foram espertos sobre a maneira como renovaram os modelos, de modo que ainda se sentem como se fossem meio retrô, mas são limpos".
Embora a música e os efeitos sonoros tenham sido mantidos das sessões de gravação originais, as gravações matriz originais foram usadas para atualizar a trilha sonora em uma qualidade superior; o tamanho da gravação original era 16 MB, enquanto na remasterização é mais de 250 MB. Os desenvolvedores mantiveram o modo de mira livre porque queriam ser fiéis ao jogo original. De acordo com o produtor da Rare, Nick Ferguson: "Não mudamos o comportamento fundamental do sistema de mira simplesmente porque não é assim que Perfect Dark era jogado". Ele também observou que a ideia de atualizar os controles foi na verdade vista como uma falha no Perfect Dark Zero, que tentou "combinar o sistema do Perfect Dark original com aspectos de Halo". A corrida diagonal original, que permite que os jogadores se movam mais rápido do que correr para a frente ou para os lados sozinhos, não funcionou na primeira vez que implementaram a alavanca analógica, por isso foi reescrito manualmente porque era considerado essencial para speedruns.

## Marketing e lançamento
Perfect Dark foi mostrado pela primeira vez para os consumidores em abril de 2009 por meio de uma captura de tela do painel do Xbox 360 de um funcionário da Rare, que mostrava um ícone do jogo. Foi confirmado estar em desenvolvimento em 2 de junho de 2009 através da conta do Twitter do Diretor de Programação do Xbox Live, Larry Hryb. O jogo foi lançado em 17 de março de 2010 como parte da promoção Xbox Live Block Party da Microsoft. Como uma promoção cruzada com Crackdown 2, os jogadores com um jogo salvo de Crackdown 2 em seu disco rígido do Xbox 360 podiam desbloquear o protagonista desse jogo, conhecido como Agent 4, como uma skin jogável no modo multijogador do jogo. Uma atualização de jogo foi lançada em abril de 2010 que corrigiu bugs, adicionou dois esquemas de controle e expandiu listas de reprodução. Perfect Dark foi baixado mais de 150.000 vezes durante sua primeira semana de lançamento e arrecadou aproximadamente US$ 1,61 milhão no final do mês. O jogo vendeu mais de 285.000 unidades em agosto de 2010 e quase 325.000 unidades no final de 2010. No final de 2011, as vendas aumentaram para quase 410.000 unidades. Em 2015, Perfect Dark foi incluído na compilação Rare Replay do Xbox One. Em 2019, o jogo foi aprimorado para rodar em resolução nativa de 4K no Xbox One.

## Recepção
Perfect Dark recebeu revisões "geralmente favoráveis" dos críticos, de acordo com o agregador de revisões Metacritic. Escrevendo para o 1UP.com, Scott Sharkey destacou as melhorias técnicas, afirmando que a remasterização é "uma ótima maneira de voltar a desfrutar de um jogo que você já ama". O editor do IGN, Daemon Hatfield, notou o diálogo desatualizado, a dublagem e os objetivos da missão, mas mesmo assim observou que o jogo "não foi trazido de volta para os não iniciados - isso é para os fãs, e eles ficarão muito, muito felizes". Ele também elogiou o modo multijogador do jogo no Xbox Live e destacou a seleção de armas, a jogabilidade de tiro satisfatória e as tabelas de classificação, notando que elas permitem aos jogadores comparar seu desempenho com o de seus amigos.
Apesar dos elogios, alguns críticos criticaram o jogo por seus layouts de níveis confusos e sentiram que eles não se sustentaram muito bem ao longo dos anos. Christian Donlan, do Eurogamer, afirmou que Perfect Dark "não tem medo de lançar becos sem saída em você aparentemente pelo inferno, ou repetir texturas tanto em seus mapas enormes que você pode ficar um pouco tonto". O revisor do GameSpot Tom Mc Shea notou que a campanha teve um "ritmo estranho" e que "portas trancadas, salas não utilizadas e becos sem saída... pode ser desanimador ficar em círculos até que você finalmente encontre a porta correta que você simplesmente não conseguiu localizar". No entanto, ele admitiu que "é muito divertido rejoga-lo para tentar obter pontuações altas e descobrir os muitos objetivos únicos". Ele também observou que o jogo online pode sofrer periodicamente de um lag significativo, mas elogiou a quantidade de conteúdo e recursos.
O modo Contra-operativo do jogo original foi muito bem recebido, com o Eurogamer comentando que "ainda parece à frente de seu tempo até agora". Dan Ryckert do Game Informer declarou prós semelhantes, dizendo que "é ainda melhor desta vez graças à melhoria na taxa de quadros". Embora os controles do jogo tenham sido atualizados para suportar duas alavancas analógicas, o GameZone notou que o jogo ainda "parece um pouco diferente do que os fãs de jogos de tiro modernos estão acostumados", enquanto o Eurogamer observou que o auxílio à mira pode ser desnecessariamente generoso em dificuldades fáceis. No final de março de 2010, o IGN nomeou Perfect Dark o Jogo do Mês no Xbox Live Arcade.